# Australian Open de 2025
O Australian Open de 2025 foi um torneio de tênis disputado nas quadras duras do Melbourne Park, em Melbourne, na Austrália, entre 12 e 26 de janeiro. Corresponde à 57ª edição da "Era Aberta" e à 113ª de todos os tempos.
Número 1 do mundo, Jannik Sinner derrotou Alexander Zverev em sets diretos na final para confirmar o bicampeonato. O italiano está invicto há 21 jogos, com títulos seguidos desde o final da temporada passada, incluindo a Copa Davis.
Aryna Sabalenka entrou como favorita pela liderança no ranking e a possibilidade do tricampeonato em Melbourne, mas começou mal a final. Mesmo ensaiando uma reação ao empatar o segundo set, não conseguiu se sobressair, já que a americana Madison Keys conquistou a primeira quebra da parcial final no último game antes de um tiebreak, levando o primeiro troféu de Slam na carreira – na 46ª participação de um torneio do tipo e sete anos após chegar à primeira final, no US Open de 2017.
Assim como em simples masculino, ocorreu outro bi, não consecutivo, à parceria entre Harri Heliövaara e Henry Patten, em uma final marcada pelo tiebreak de 1º set – vencida por Simone Bolelli e Andrea Vavassori –, que terminou 18 a 16.
Entre números 1 triunfantes ou vacilantes, a tcheca Kateřina Siniaková fez parte do primeiro grupo vencendo o 10º Slam de duplas femininas – uma marca histórica, que não ocorria desde o Torneio de Wimbledon de 2015, com Martina Hingis. Ao lado de Taylor Townsend, derrotou as cabeças de chave 3 Hsieh Su-wei e Jeļena Ostapenko na final, em três sets.
A decisão de mistas foi toda australiana, com duas equipes convidadas. Prevaleceu o lado que tinha o jogador mais vitorioso, de longe: John Peers, que já tinha um troféu na modalidade, fechou o jogo ao lado de Olivia Gadecki.

## Cadeirantes juvenis
O Australian Open estreou a participação de cadeirantes juvenis em 2025. São quatro disputas – duas em simples e duas em duplas, por gênero. É o terceiro Slam a fazer isso. Os outros são o Torneio de Roland Garros e o US Open.

## Transmissão
Esta é a lista de países e canais designados a transmitir o torneio durante a edição em questão:
Países lusófonos

| País(es)                                                                                 | Canal(is)    |
| ---------------------------------------------------------------------------------------- | ------------ |
| Angola · Cabo Verde · Guiné Equatorial · Guiné-Bissau · Moçambique · São Tomé e Príncipe | SuperSport   |
| Brasil                                                                                   | Disney+ ESPN |
| Macau                                                                                    | TDM          |
| Portugal                                                                                 | Eurosport    |

Resto do mundo
| País(es)/região(ões) | Canal(is)                      |
| Países avulsos |                                |
| África | África                         |
| --- | ------------------------------ |
| Chade | beIN Sports SuperSport         |
| Américas |                                |
| Canadá | RDS [en] TSN                   |
| Martinica | ESPN International             |
| Ásia |                                |
| China | CCTV-5 Guangdong TV [en] iQIYI |
| Japão | WOWOW                          |
| Taiwan | Sportcast                      |
| Vietname | K+ [vi]                        |
| Europa |                                |
| Suíça | Eurosport SRG SSR              |
| Oceania |                                |
| Austrália | Nine Network Stan Sport        |
| Fiji | Digicel FBC TV [en]            |
| Guam | ESPN                           |
| Marianas Setentrionais | ESPN Tennis Channel            |
| Nova Zelândia | Sky [en]                       |
| Samoa Americana | ESPN Digicel Tennis Channel    |
| Regiões |                                |
| América Central América do Sul Caribe | ESPN                           |
| Europa | Eurosport                      |
| Norte da África Oriente Médio | beIN Sports                    |
| Agrupamentos |                                |
| África |                                |
| África do Sul · Benim · Botswana · Burquina Fasso · Burundi · Camarões · Comores · Congo · Costa do Marfim · Eritreia · Eswatini · Etiópia · Gabão · Gâmbia · Gana · Guiné · Lesoto · Libéria · Madagascar · Malawi · Mali · Mayotte · Maurícia · Namíbia · Níger · Nigéria · Quénia · República Centro-Africana · República Democrática do Congo · Reunião (departamento) · Ruanda · Santa Helena (território) · Senegal · Serra Leoa · Seicheles · Socotorá · Tanzânia · Togo · Uganda · Zâmbia · Zanzibar · Zimbabwe | SuperSport                     |
| Djibouti · Jordânia · Mauritânia · Somália · Sudão · Sudão do Sul | beIN Sports                    |
| Américas |                                |
| Estados Unidos · Porto Rico · U.S. Ilhas Virgens | ESPN Tennis Channel            |
| Ásia |                                |
| Afeganistão · Bangladesh · Butão · Índia · Maldivas · Nepal · Paquistão · Sri Lanka | Sony Sports [en]               |
| Azerbaijão · Cazaquistão · Quirguistão · Tajiquistão · Turquemenistão · Uzbequistão | Eurosport                      |
| Brunei · Camboja · Filipinas · Hong Kong · Indonésia · Laos · Malásia · Singapura · Tailândia | beIN Sports                    |
| Coreia do Norte · Coreia do Sul | CJ Media                       |
| Oceania |                                |
| Ilhas Cook · Ilhas Marshall · Ilhas Salomão · Kiribati · Micronésia · Nauru · Niue · Papua-Nova Guiné · Polinésia Francesa · Samoa · Tonga · Tuvalu · Vanuatu · Wallis e Futuna | Digicel                        |

## Pontuação e premiação

### Distribuição de pontos
ATP e WTA informam suas pontuações em Grand Slam, distintas entre si, em simples e em duplas. A ITF responde exclusivamente pelos juvenis e cadeirantes.
Considerado torneio amistoso, o de duplas mistas não gera pontos.
No juvenil, os simplistas jogam duas fases de qualificatório, mas só os que passam à chave principal pontuam. Em duplas, a pontuação é por jogador. A partir da fase com 16, os competidores recebem pontos adicionais de bônus (os valores da tabela já somam as duas pontuações).

#### Profissional
A pontuação nos eventos do Grand Slam continua sendo a mesma para todos os campeões: 2000. Em fases anteriores, surgem as diferenças. A WTA e a ATP, em duplas, mantiveram os números de 2023. No entanto, a modalidade simples masculino aumentou os pontos, do finalista aos vencedores do qualifying. A medida acabou com a similaridade de escores em cinco fases (final até a R32) em simples e duplas.
| Evento            | V    | F    | SF  | QF  | R16 | R32 | R64 | R128 | Q  | Q3 | Q2 | Q1 |
| Simples masculino | 2000 | 1300 | 800 | 400 | 200 | 100 | 50  | 10   | 30 | 16 | 8  | 0  |
| Duplas masculinas | 2000 | 1200 | 720 | 360 | 180 | 90  | 0   | —    | —  | —  | —  | —  |
| Simples feminino  | 2000 | 1300 | 780 | 430 | 240 | 130 | 70  | 10   | 40 | 30 | 20 | 2  |
| Duplas femininas  | 2000 | 1300 | 780 | 430 | 240 | 130 | 10  | —    | —  | —  | —  | —  |

| Evento            | V    | F   | SF  | QF  | R16 | R32 | R64 | Q  | Q2 | Q1 |
| Simples Masculino | 1000 | 700 | 490 | 300 | 180 | 90  | 30* | 20 | 0  | 0  |
| Simples Feminino  | 1000 | 700 | 490 | 300 | 180 | 90  | 30* | 20 | 0  | 0  |
| Duplas Masculinas | 750  | 525 | 367 | 225 | 135 | 0   | —   | —  | —  | —  |
| Duplas Femininas  | 750  | 525 | 367 | 225 | 135 | 0   | —   | —  | —  | —  |

| Evento               | V   | F   | SF/3º lugar | QF/4º lugar | R16 |
| Simples              | 800 | 500 | 375         | 200         | 100 |
| Simples tetraplégico | 800 | 500 | 375         | 100         | —   |
| Duplas               | 800 | 500 | 375         | 100         | —   |
| Duplas tetraplégicas | 800 | 100 | —           | —           | —   |

### Premiação
A premiação geral aumentou 12% em relação a 2024. Os títulos de simples tiveram um acréscimo de A$ 350.000 cada.
Juvenis não são pagos. Outras disputas, como a de cadeirantes, não tiveram os valores detalhados; estão inclusos em "Outros eventos".
| Evento        | V            | F            | SF           | QF         | Últimos 16 | Últimos 32 | Últimos 64 | Últimos 128 | Q3        | Q2        | Q1        |
| Contemplados  | 1            | 1            | 2            | 4          | 8          | 16         | 32         | 64          | 16        | 32        | 64        |
| Simples (2)   | A$ 3.500.000 | A$ 1.900.000 | A$ 1.100.000 | A$ 665.000 | A$ 420.000 | A$ 290.000 | A$ 200.000 | A$ 132.000  | A$ 72.000 | A$ 49.000 | A$ 35.000 |
| Duplas (2)    | A$ 810.000   | A$ 440.000   | A$ 250.000   | A$ 142.000 | A$ 82.000  | A$ 58.000  | A$ 40.000  | —           | —         | —         | —         |
| Duplas mistas | A$ 175.000   | A$ 97.750    | A$ 52.500    | A$ 27.750  | A$ 14.000  | A$ 7.250   | —          | —           | —         | —         | —         |

Total dos eventos acima: A$ 87.216.750
Outros eventos + per diem (estimado): A$ 9.283.250
Total da premiação: A$ 96.500.000

## Cabeças de chave
Cabeças baseados(as) nos rankings de 6 de janeiro de 2025. Dados de Ranking e pontos anteriores são de 13 de janeiro de 2025.
Em verde, o(s) cabeça(s) de chave campeão(ões). Em vermelho. o(s) vice-campeão(ões).

### Simples

#### Masculino
| Cabeça | Ranking | Jogador                    | Pontos anteriores | Pontos a defender | Pontos conquistados | Nova pontuação | Eliminado na | Eliminado por               |
| ------ | ------- | -------------------------- | ----------------- | ----------------- | ------------------- | -------------- | ------------ | --------------------------- |
| 1      | 1       | Jannik Sinner              | 11.830            | 2.000             | 2.000               | 11.830         | Campeão      | –                           |
| 2      | 2       | Alexander Zverev           | 7.635             | 800               | 1.300               | 8.135          | F            | Jannik Sinner [1]           |
| 3      | 3       | Carlos Alcaraz             | 7.010             | 400               | 400                 | 7.010          | QF           | Novak Djokovic [7]          |
| 4      | 4       | Taylor Fritz               | 5.350             | 400               | 100                 | 5.050          | 3ª fase      | Gaël Monfils                |
| 5      | 5       | Daniil Medvedev            | 5.030             | 1.300             | 50                  | 3.780          | 2ª fase      | Learner Tien [Q]            |
| 6      | 6       | Casper Ruud                | 4.210             | 100               | 50                  | 4.160          | 2ª fase      | Jakub Menšík                |
| 7      | 7       | Novak Djokovic             | 3.900             | 800               | 800                 | 3.900          | SF, ab.      | Alexander Zverev [2]        |
| 8      | 8       | Alex de Minaur             | 3.535             | 200               | 400                 | 3.735          | QF           | Jannik Sinner [1]           |
| 9      | 9       | Andrey Rublev              | 3.520             | 400               | 10                  | 3.130          | 1ª fase      | João Fonseca [Q]            |
| 10     | 10      | Grigor Dimitrov            | 3.200             | 100               | 10                  | 3.110          | 1ª fase, ab. | Francesco Passaro [LL]      |
| 11     | 12      | Stefanos Tsitsipas         | 3.195             | 200               | 10                  | 3.005          | 1ª fase      | Alex Michelsen              |
| 12     | 11      | Tommy Paul                 | 3.195             | 100               | 400                 | 3.495          | QF           | Alexander Zverev [2]        |
| 13     | 13      | Holger Rune                | 2.910             | 50                | 200                 | 3.060          | 4ª fase      | Jannik Sinner [1]           |
| 14     | 14      | Ugo Humbert                | 2.765             | 100               | 200                 | 2.865          | 4ª fase      | Alexander Zverev [2]        |
| 15     | 18      | Jack Draper                | 2.530             | 50                | 200                 | 2.680          | 4ª fase, ab. | Carlos Alcaraz [3]          |
| 16     | 15      | Lorenzo Musetti            | 2.600             | 50                | 100                 | 2.650          | 3ª fase      | Ben Shelton [21]            |
| 17     | 16      | Frances Tiafoe             | 2.560             | 50                | 50                  | 2.560          | 2ª fase      | Fábián Marozsán             |
| 18     | 17      | Hubert Hurkacz             | 2.555             | 400               | 50                  | 2.205          | 2ª fase      | Miomir Kecmanović           |
| 19     | 19      | Karen Khachanov            | 2.410             | 200               | 100                 | 2.310          | 3ª fase      | Alex Michelsen              |
| 20     | 21      | Arthur Fils                | 2.280             | 50                | 100                 | 2.330          | 3ª fase, ab. | Ugo Humbert [14]            |
| 21     | 20      | Ben Shelton                | 2.280             | 100               | 800                 | 2.980          | SF           | Jannik Sinner [1]           |
| 22     | 22      | Sebastian Korda            | 2.065             | 100               | 50                  | 2.015          | 2ª fase      | Aleksandar Vukic            |
| 23     | 26      | Alejandro Tabilo           | 1.705             | 10                | 10                  | 1.705          | 1ª fase      | Roberto Carballés Baena     |
| 24     | 29      | Jiří Lehečka               | 1.660             | 50                | 200                 | 1.810          | 4ª fase      | Novak Djokovic [7]          |
| 25     | 24      | Alexei Popyrin             | 1.840             | 50                | 10                  | 1.800          | 1ª fase      | Corentin Moutet             |
| 26     | 25      | Tomáš Macháč               | 1.805             | 100               | 100                 | 1.805          | 3ª fase      | Novak Djokovic [7]          |
| 27     | 27      | Jordan Thompson            | 1.695             | 50                | 50                  | 1.695          | 2ª fase      | Nuno Borges                 |
| 28     | 28      | Sebastián Báez             | 1.690             | 100               | 10                  | 1.600          | 1ª fase      | Arthur Cazaux               |
| 29     | 23      | Félix Auger-Aliassime      | 1.905             | 100               | 50                  | 1.855          | 2ª fase      | Alejandro Davidovich Fokina |
| 30     | 30      | Giovanni Mpetshi Perricard | 1.651             | 16                | 10                  | 1.645          | 1ª fase      | Gaël Monfils                |
| 31     | 31      | Francisco Cerúndolo        | 1.620             | 50                | 100                 | 1.670          | 3ª fase      | Alex de Minaur [8]          |
| 32     | 32      | Flavio Cobolli             | 1.512             | 130               | 10                  | 1.392          | 1ª fase      | Tomás Martín Etcheverry     |

#### Feminino
| Cabeça | Ranking | Jogadora                 | Pontos anteriores | Pontos a defender | Pontos conquistados | Nova pontuação | Eliminada na | Eliminada por                 |
| ------ | ------- | ------------------------ | ----------------- | ----------------- | ------------------- | -------------- | ------------ | ----------------------------- |
| 1      | 1       | Aryna Sabalenka          | 9.656             | 2.000             | 1.300               | 8.956          | F            | Madison Keys [19]             |
| 2      | 2       | Iga Świątek              | 8.120             | 130               | 780                 | 8.770          | SF           | Madison Keys [19]             |
| 3      | 3       | Coco Gauff               | 6.888             | 780               | 430                 | 6.538          | QF           | Paula Badosa [11]             |
| 4      | 4       | Jasmine Paolini          | 5.399             | 240               | 130                 | 5.289          | 3ª fase      | Elina Svitolina [28]          |
| 5      | 5       | Zheng Qinwen             | 5.325             | 1.300             | 70                  | 4.095          | 2ª fase      | Laura Siegemund               |
| 6      | 7       | Elena Rybakina           | 4.723             | 70                | 240                 | 4.893          | 4ª fase      | Madison Keys [19]             |
| 7      | 6       | Jessica Pegula           | 4.801             | 70                | 130                 | 4.861          | 3ª fase      | Olga Danilović                |
| 8      | 8       | Emma Navarro             | 3.409             | 130               | 430                 | 3.709          | QF           | Iga Świątek [2]               |
| 9      | 10      | Daria Kasatkina          | 3.151             | 70                | 240                 | 3.321          | 4ª fase      | Emma Navarro [8]              |
| 10     | 11      | Danielle Collins         | 3.147             | 70                | 130                 | 3.207          | 3ª fase      | Madison Keys [19]             |
| 11     | 12      | Paula Badosa             | 2.958             | 130               | 780                 | 3.608          | SF           | Aryna Sabalenka [1]           |
| 12     | 13      | Diana Shnaider           | 2.895             | 10                | 130                 | 3.015          | 3ª fase      | Donna Vekić [18]              |
| 14     | 15      | Mirra Andreeva           | 2.665             | 240               | 240                 | 2.665          | 4ª fase      | Aryna Sabalenka [1]           |
| 15     | 17      | Beatriz Haddad Maia      | 2.554             | 130               | 130                 | 2.554          | 3ª fase      | Veronika Kudermetova          |
| 16     | 22      | Jeļena Ostapenko         | 2.041             | 130               | 10                  | 1.921          | 1ª fase      | Belinda Bencic [PR]           |
| 17     | 18      | Marta Kostyuk            | 2.364             | 430               | 130                 | 2.064          | 3ª fase      | Paula Badosa [11]             |
| 18     | 19      | Donna Vekić              | 2.228             | 10                | 240                 | 2.458          | 4ª fase      | Anastasia Pavlyuchenkova [27] |
| 19     | 14      | Madison Keys             | 2.680             | 0                 | 2.000               | 4.680          | Campeã       | –                             |
| 20     | 20      | Karolína Muchová         | 2.079             | 0                 | 70                  | 2.149          | 2ª fase      | Naomi Osaka                   |
| 21     | 24      | Victoria Azarenka        | 1.992             | 240               | 10                  | 1.762          | 1ª fase      | Lucia Bronzetti               |
| 22     | 25      | Katie Boulter            | 1.931             | 70                | 70                  | 1.931          | 2ª fase      | Veronika Kudermetova          |
| 23     | 26      | Magdalena Fręch          | 1.910             | 240               | 130                 | 1.800          | 3ª fase      | Mirra Andreeva [14]           |
| 24     | 23      | Yulia Putintseva         | 2.017             | 10                | 130                 | 2.137          | 3ª fase      | Daria Kasatkina [9]           |
| 25     | 21      | Liudmila Samsonova       | 2.070             | 10                | 70                  | 2.130          | 2ª fase      | Olga Danilović                |
| 26     | 31      | Ekaterina Alexandrova    | 1.713             | 10                | 10                  | 1.713          | 1ª fase      | Emma Raducanu                 |
| 27     | 32      | Anastasia Pavlyuchenkova | 1.675             | 70                | 430                 | 2.035          | QF           | Aryna Sabalenka [1]           |
| 28     | 27      | Elina Svitolina          | 1.779             | 240               | 430                 | 1.969          | QF           | Madison Keys [19]             |
| 29     | 28      | Linda Nosková            | 1.778             | 430               | 10                  | 1.358          | 1ª fase      | Clara Tauson                  |
| 30     | 29      | Leylah Fernandez         | 1.755             | 70                | 130                 | 1.815          | 3ª fase      | Coco Gauff [3]                |
| 31     | 30      | Maria Sakkari            | 1.727             | 70                | 10                  | 1.667          | 1ª fase      | Camila Osorio                 |
| 32     | 33      | Dayana Yastremska        | 1.594             | 820               | 130                 | 904            | 3ª fase      | Elena Rybakina [6]            |

##### Desistências
| Ranking | Jogadora           | Pontos anteriores | Pontos a defender | Nova pontuação | Motivo                                                                    |
| ------- | ------------------ | ----------------- | ----------------- | -------------- | ------------------------------------------------------------------------- |
| 9       | Barbora Krejčíková | 3.213             | 430               | 2.783          | Lesão nas costas                                                          |
| 16      | Anna Kalinskaya    | 2.637             | 430               | 2.207          | Problemas físicos. Desistiu depois de a chave ser sorteada. Era cabeça 13 |

### Duplas
| Cabeça | Ranking | Equipe             | Equipe                 |
| ------ | ------- | ------------------ | ---------------------- |
| 1      | 2       | Marcelo Arévalo    | Mate Pavić             |
| 2      | 8       | Marcel Granollers  | Horacio Zeballos       |
| 3      | 17      | Simone Bolelli     | Andrea Vavassori       |
| 4      | 21      | Kevin Krawietz     | Tim Pütz               |
| 5      | 23      | Nikola Mektić      | Michael Venus          |
| 6      | 30      | Harri Heliövaara   | Henry Patten           |
| 7      | 38      | Nathaniel Lammons  | Jackson Withrow        |
| 8      | 43      | Máximo González    | Andrés Molteni         |
| 9      | 48      | Matthew Ebden      | Joran Vliegen          |
| 10     | 50      | Joe Salisbury      | Neal Skupski           |
| 11     | 54      | Julian Cash        | Lloyd Glasspool        |
| 12     | 61      | Jamie Murray       | John Peers             |
| 13     | 62      | Sander Gillé       | Jan Zieliński          |
| 14     | 62      | Nicolás Barrientos | Rohan Bopanna          |
| 15     | 64      | Hugo Nys           | Édouard Roger-Vasselin |
| 16     | 66      | Sadio Doumbia      | Fabien Reboul          |

| Cabeça | Ranking | Equipe               | Equipe                   |
| ------ | ------- | -------------------- | ------------------------ |
| 1      | 5       | Kateřina Siniaková   | Taylor Townsend          |
| 2      | 5       | Gabriela Dabrowski   | Erin Routliffe           |
| 3      | 13      | Hsieh Su-wei         | Jeļena Ostapenko         |
| 4      | 19      | Sara Errani          | Jasmine Paolini          |
| 5      | 21      | Chan Hao-ching       | Lyudmyla Kichenok        |
| 6      | 21      | Elise Mertens        | Ellen Perez              |
| 7      | 39      | Asia Muhammad        | Demi Schuurs             |
| 8      | 41      | Anna Danilina        | Irina Khromacheva        |
| 9      | 53      | Kristina Mladenovic  | Zhang Shuai              |
| 10     | 56      | Sofia Kenin          | Monica Niculescu         |
| 11     | 63      | Veronika Kudermetova | Ena Shibahara            |
| 12     | 67      | Guo Hanyu            | Alexandra Panova         |
| 13     | 68      | Tímea Babos          | Nicole Melichar-Martinez |
| 14     | 71      | Marie Bouzková       | Bethanie Mattek-Sands    |
| 15     | 75      | Beatriz Haddad Maia  | Laura Siegemund          |
| 16     | 76      | Leylah Fernandez     | Nadiia Kichenok          |

#### Mistas
| Cabeça | Equipe           | Equipe           |
| ------ | ---------------- | ---------------- |
| 1      | Sara Errani      | Andrea Vavassori |
| 2      | Erin Routliffe   | Michael Venus    |
| 3      | Ellen Perez      | Kevin Krawietz   |
| 4      | Taylor Townsend  | Hugo Nys         |
| 5      | Desirae Krawczyk | Neal Skupski     |
| 6      | Hsieh Su-wei     | Jan Zieliński    |
| 7      | Demi Schuurs     | Tim Pütz         |
| 8      | Asia Muhammad    | Andrés Molteni   |

## Convidados à chave principal
Os convites foram definidos em dezembro de 2024 e janeiro de 2025.

### Simples
| Masculino | Feminino |
| --- | --- |
| - Nishesh Basavareddy - Omar Jasika - James McCabe - Lucas Pouille - Kasidit Samrej - Tristan Schoolkate - Li Tu - Stan Wawrinka | - Talia Gibson - Maya Joint - Emerson Jones - Iva Jovic - Chloé Paquet - Daria Saville - Ajla Tomljanović - Zhang Shuai |

### Duplas
| Masculinas | Femininas | Mistas |
| --- | --- | --- |
| - Blake Ellis / Thomas Fancutt - Rinky Hijikata / Jason Kubler - Marc Polmans / Matthew Romios - Vasek Pospisil / Jordan Thompson - Luke Saville / Li Tu - Tristan Schoolkate / Adam Walton - Seita Watanabe / Takeru Yuzuki | - Destanee Aiava / Maddison Inglis - Kimberly Birrell / Olivia Gadecki - Lizette Cabrera / Taylah Preston - Jaimee Fourlis / Petra Hule - Talia Gibson / Maya Joint - Priscilla Hon / Daria Saville - Peangtarn Plipuech / Tsao Chia-yi | - Destanee Aiava / Omar Jasika - Kimberly Birrell / John-Patrick Smith - Olivia Gadecki / John Peers - Priscilla Hon / Alex Bolt - Maddison Inglis / Jason Kubler - Emerson Jones / Hayden Jones - Taylah Preston / Edward Winter - Daria Saville / Luke Saville |

## Qualificados à chave principal
O qualificatório aconteceu entre 6 e 9 de janeiro.

### Simples
| Masculino | Feminino |
| --- | --- |
| 1. Nikoloz Basilashvili 2. Tristan Boyer 3. Aziz Dougaz 4. Jaime Faria 5. João Fonseca 6. Cristian Garín 7. Matteo Gigante 8. Hady Habib 9. Lukáš Klein 10. Dominik Koepfer 11. Mitchell Krueger 12. Martín Landaluce 13. Kamil Majchrzak 14. Thiago Monteiro 15. Gauthier Onclin 16. Learner Tien | 1. Destanee Aiava 2. Sára Bejlek 3. Kimberly Birrell 4. Maja Chwalińska 5. Veronika Erjavec 6. Jana Fett 7. Viktorija Golubic 8. Nao Hibino 9. Léolia Jeanjean 10. Polina Kudermetova 11. Julia Riera 12. Elena-Gabriela Ruse 13. Daria Snigur 14. Anca Todoni 15. Wei Sijia 16. Tamara Zidanšek |

Lucky losers
| 1. Francesco Passaro | 1. Harriet Dart 2. Eva Lys 3. Petra Martić |

## Eliminações em simples

### Masculino
| Final                    | Final                      | Final                       | Final                           |
| ------------------------ | -------------------------- | --------------------------- | ------------------------------- |
| Alexander Zverev [2]     |                            |                             |                                 |
| Semifinais               |                            |                             |                                 |
| Ben Shelton [21]         | Ben Shelton [21]           | Novak Djokovic [7]          | Novak Djokovic [7]              |
| Quartas de final         |                            |                             |                                 |
| Alex de Minaur [8]       | Lorenzo Sonego             | Carlos Alcaraz [3]          | Tommy Paul [12]                 |
| Quarta fase              |                            |                             |                                 |
| Holger Rune [13]         | Alex Michelsen             | Gaël Monfils                | Learner Tien (Q)                |
| Jiří Lehečka [24]        | Jack Draper [15]           | Alejandro Davidovich Fokina | Ugo Humbert [14]                |
| Terceira fase            |                            |                             |                                 |
| Marcos Giron             | Miomir Kecmanović          | Karen Khachanov [19]        | Francisco Cerúndolo [31]        |
| Taylor Fritz [4]         | Lorenzo Musetti [16]       | Fábián Marozsán             | Corentin Moutet                 |
| Tomáš Macháč [26]        | Benjamin Bonzi             | Aleksandar Vukic            | Nuno Borges                     |
| Jakub Menšík             | Roberto Carballés Baena    | Arthur Fils [20]            | Jacob Fearnley                  |
| Segunda fase             |                            |                             |                                 |
| Tristan Schoolkate (WC)  | Tomás Martín Etcheverry    | Hubert Hurkacz [18]         | Matteo Berrettini               |
| James McCabe (WC)        | Gabriel Diallo             | Facundo Díaz Acosta         | Tristan Boyer (Q)               |
| Cristian Garín (Q)       | Daniel Altmaier            | Pablo Carreño Busta (PR)    | Denis Shapovalov                |
| João Fonseca (Q)         | Frances Tiafoe [17]        | Mitchell Krueger (Q)        | Daniil Medvedev [5]             |
| Jaime Faria (Q)          | Reilly Opelka (PR)         | Hugo Gaston                 | Francesco Passaro (LL)          |
| Thanasi Kokkinakis       | Sebastian Korda [22]       | Jordan Thompson [27]        | Yoshihito Nishioka              |
| Casper Ruud [6]          | Félix Auger-Aliassime [29] | James Duckworth             | Kei Nishikori (PR)              |
| Hady Habib (Q)           | Quentin Halys              | Arthur Cazaux               | Pedro Martínez                  |
| Primeira fase            |                            |                             |                                 |
| Nicolás Jarry            | Taro Daniel                | Yannick Hanfmann            | Flavio Cobolli [32]             |
| Tallon Griekspoor        | Dušan Lajović              | Cameron Norrie              | Zhang Zhizhen                   |
| Stefanos Tsitsipas [11]  | Martín Landaluce (Q)       | Luca Nardi                  | Adrian Mannarino                |
| Alexander Bublik         | Zizou Bergs                | Federico Coria              | Botic van de Zandschulp         |
| Jenson Brooksby (PR)     | Borna Ćorić                | Francisco Comesaña          | Giovanni Mpetshi Perricard [30] |
| Brandon Nakashima        | Kamil Majchrzak (Q)        | Roberto Bautista Agut       | Matteo Arnaldi                  |
| Andrey Rublev [9]        | Stan Wawrinka (WC)         | Thiago Seyboth Wild         | Arthur Rinderknech              |
| Alexei Popyrin [25]      | Rinky Hijikata             | Camilo Ugo Carabelli        | Kasidit Samrej (WC)             |
| Nishesh Basavareddy (WC) | Pavel Kotov                | Gauthier Onclin (Q)         | Sumit Nagal                     |
| Li Tu (WC)               | Omar Jasika (WC)           | David Goffin                | Grigor Dimitrov [10]            |
| Mariano Navone           | Roman Safiullin            | Damir Džumhur               | Lukáš Klein (Q)                 |
| Dominik Koepfer (Q)      | Alexandre Müller           | Aziz Dougaz (Q)             | Alexander Shevchenko            |
| Jaume Munar              | Nikoloz Basilashvili (Q)   | Shang Juncheng              | Jan-Lennard Struff              |
| Alejandro Tabilo [23]    | Dominic Stricker (PR)      | Thiago Monteiro (Q)         | Christopher O'Connell           |
| Matteo Gigante (Q)       | Bu Yunchaokete             | Adam Walton                 | Otto Virtanen                   |
| Sebastián Báez [28]      | Nick Kyrgios (PR)          | Luciano Darderi             | Lucas Pouille (WC)              |

### Feminino
| Final                         | Final                 | Final                    | Final                  |
| ----------------------------- | --------------------- | ------------------------ | ---------------------- |
| Aryna Sabalenka [1]           |                       |                          |                        |
| Semifinais                    |                       |                          |                        |
| Paula Badosa [11]             | Paula Badosa [11]     | Iga Świątek [2]          | Iga Świątek [2]        |
| Quartas de final              |                       |                          |                        |
| Anastasia Pavlyuchenkova [27] | Coco Gauff [3]        | Elina Svitolina [28]     | Emma Navarro [8]       |
| Quarta fase                   |                       |                          |                        |
| Mirra Andreeva [14]           | Donna Vekić [18]      | Belinda Bencic (PR)      | Olga Danilović         |
| Elena Rybakina [6]            | Veronika Kudermetova  | Daria Kasatkina [9]      | Eva Lys (LL)           |
| Terceira fase                 |                       |                          |                        |
| Clara Tauson                  | Magdalena Fręch [23]  | Diana Shnaider [12]      | Laura Siegemund        |
| Leylah Fernandez [30]         | Naomi Osaka           | Marta Kostyuk [17]       | Jessica Pegula [7]     |
| Dayana Yastremska [32]        | Danielle Collins [10] | Beatriz Haddad Maia [15] | Jasmine Paolini [4]    |
| Ons Jabeur                    | Yulia Putintseva [24] | Jaqueline Cristian       | Emma Raducanu          |
| Segunda fase                  |                       |                          |                        |
| Jéssica Bouzas Maneiro        | Tatjana Maria         | Anna Blinkova            | Moyuka Uchijima        |
| Ajla Tomljanović (WC)         | Harriet Dart (LL)     | Anastasia Potapova       | Zheng Qinwen [5]       |
| Jodie Burrage (PR)            | Cristina Bucșa        | Karolína Muchová [20]    | Suzan Lamens           |
| Talia Gibson (WC)             | Jule Niemeier         | Liudmila Samsonova [25]  | Elise Mertens          |
| Iva Jovic (WC)                | Danka Kovinić (PR)    | Elena-Gabriela Ruse (Q)  | Destanee Aiava (Q)     |
| Erika Andreeva                | Katie Boulter [22]    | Caroline Dolehide        | Renata Zarazúa         |
| Wang Xiyu                     | Camila Osorio         | Zhang Shuai (WC)         | Wang Yafan             |
| Varvara Gracheva              | Lucia Bronzetti       | Amanda Anisimova         | Rebecca Šramková       |
| Primeira fase                 |                       |                          |                        |
| Sloane Stephens               | Sonay Kartal          | Bernarda Pera            | Linda Nosková [29]     |
| Polina Kudermetova (Q)        | Daria Saville (WC)    | Magda Linette            | Marie Bouzková         |
| Elisabetta Cocciaretto        | Ashlyn Krueger        | Jana Fett (Q)            | Diane Parry            |
| Yuan Yue                      | Tamara Zidanšek (Q)   | Hailey Baptiste          | Anca Todoni (Q)        |
| Sofia Kenin                   | Léolia Jeanjean (Q)   | Chloé Paquet (WC)        | Yuliia Starodubtseva   |
| Nadia Podoroska               | Caroline Garcia       | Veronika Erjavec (Q)     | Jeļena Ostapenko [16]  |
| Wang Xinyu                    | Zeynep Sönmez         | Maja Chwalińska (Q)      | Nao Hibino (Q)         |
| Kamilla Rakhimova             | Arantxa Rus           | Viktorija Golubic (Q)    | Maya Joint (WC)        |
| Emerson Jones (WC)            | Nuria Párrizas Díaz   | Lulu Sun                 | Mayar Sherif           |
| Ann Li                        | Irina-Camelia Begu    | Greet Minnen             | Daria Snigur (Q)       |
| Julia Riera (Q)               | Zheng Saisai (PR)     | Olivia Gadecki           | Rebecca Marino         |
| Sorana Cîrstea                | Sára Bejlek (Q)       | Taylor Townsend          | Wei Sijia (Q)          |
| Peyton Stearns                | Julia Grabher (PR)    | Anhelina Kalinina        | Maria Sakkari [31]     |
| Elina Avanesyan               | McCartney Kessler     | Anna Bondár              | Viktoriya Tomova       |
| Kimberly Birrell (Q)          | Caty McNally (PR)     | Petra Martić (LL)        | Victoria Azarenka [21] |
| Ekaterina Alexandrova [26]    | María Lourdes Carlé   | Katie Volynets           | Kateřina Siniaková     |

## Finais

### Profissional
| Categoria | Evento    | Campeã(s)(o/ões)                   | Vice-campeã(s)(o/ões)               | Resultado        | Chave(s)  | Chave(s)       |
| --------- | --------- | ---------------------------------- | ----------------------------------- | ---------------- | --------- | -------------- |
| Simples   | Masculino | Jannik Sinner                      | Alexander Zverev                    | 6–3, 7–64, 6–3   | principal | qualificatório |
| Simples   | Feminino  | Madison Keys                       | Aryna Sabalenka                     | 6–3, 2–6, 7–5    | principal | qualificatório |
| Duplas    | Masculino | Harri Heliövaara Henry Patten      | Simone Bolelli Andrea Vavassori     | 166–7, 7–65, 6–3 | principal | principal      |
| Duplas    | Feminino  | Kateřina Siniaková Taylor Townsend | Hsieh Su-wei Jeļena Ostapenko       | 6–2, 46–7, 6–3   | principal | principal      |
| Duplas    | Misto     | Olivia Gadecki John Peers          | Kimberly Birrell John-Patrick Smith | 3–6, 6–4, [10–6] | principal | principal      |

### Juvenil
| Categoria | Evento    | Campeã(s)(o/ões)                    | Vice-campeã(s)(o/ões)         | Resultado | Chave(s)  | Chave(s)       |
| --------- | --------- | ----------------------------------- | ----------------------------- | --------- | --------- | -------------- |
| Simples   | Masculino | Henry Bernet                        | Benjamin Willwerth            | 6–3, 6–4  | principal | qualificatório |
| Simples   | Feminino  | Wakana Sonobe                       | Kristina Penickova            | 6–0, 6–1  | principal | qualificatório |
| Duplas    | Masculino | Maxwell Exsted Jan Kumstát          | Ognjen Milić Egor Pleshivtsev | 7–66, 6–3 | principal | principal      |
| Duplas    | Feminino  | Annika Penickova Kristina Penickova | Emerson Jones Hannah Klugman  | 6–4, 6–2  | principal | principal      |

### Cadeirante
| Categoria | Evento       | Campeã(s)(o/ões)            | Vice-campeã(s)(o/ões)      | Resultado | Chave     |
| --------- | ------------ | --------------------------- | -------------------------- | --------- | --------- |
| Simples   | Masculino    | Alfie Hewett                | Tokito Oda                 | 6–4, 6–4  | principal |
| Simples   | Feminino     | Yui Kamiji                  | Aniek van Koot             | 6–2, 6–2  | principal |
| Simples   | Tetraplégico | Sam Schröder                | Niels Vink                 | 7–67, 7–5 | principal |
| Duplas    | Masculino    | Alfie Hewett Gordon Reid    | Daniel Caverzaschi         | 6–2, 6–4  | principal |
| Duplas    | Feminino     | Li Xiaohui Wang Ziying      | Manami Tanaka Zhu Zhenzhen | 6–2, 6–3  | principal |
| Duplas    | Tetraplégico | Andy Lapthorne Sam Schröder | Guy Sasson Niels Vink      | 6–1, 6–4  | principal |

### Cadeirante juvenil
| Categoria | Evento    | Campeã(s)(o/ões)            | Vice-campeã(s)(o/ões)                | Resultado           | Chave     |
| --------- | --------- | --------------------------- | ------------------------------------ | ------------------- | --------- |
| Simples   | Masculino | Charlie Cooper              | Alexander Lantermann                 | 6–2, 6–2            | principal |
| Simples   | Feminino  | Vitória Miranda             | Sabina Czauz                         | 0–6, 6–3, 7–6(10–4) | principal |
| Duplas    | Masculino | Luiz Calixto Charlie Cooper | Alexander Lantermann Benjamin Wenzel | 6–3, 6–0            | principal |
| Duplas    | Feminino  | Luna Gryp Vitória Miranda   | Sabina Czauz Ailina Mosko            | 6–1, 6–1            | principal |